# 369 (chorwacka) Dywizja Piechoty (III Rzesza)
369 (Chorwacka) Dywizja Piechoty (niem. 369. Infanterie-Division (kroatische)) – związek taktyczny Wehrmachtu złożony z Chorwatów i Bośniaków podczas II wojny światowej.

## Zarys historyczny
Formowanie 369 DP rozpoczęło się 21 sierpnia 1942 w Stockerau w Austrii. Jej rdzeniem był chorwacki batalion treningowy i resztki 369 Pułku Piechoty złożonego z Chorwatów, który poniósł ciężkie straty pod Stalingradem. Na jej czele stanął gen. por. Fritz Neidholt. Wszyscy oficerowie i duża część podoficerów byli Niemcami. Jednostka składała się z dwóch pułków piechoty, pułku artylerii, oddziałów wsparcia i służb. Chorwaccy żołnierze nazywali ją nieoficjalnie Vrazja Divizija (Diabelska Dywizja); nazwa pochodziła od chorwackiej 42 Dywizji Piechoty armii austro-węgierskiej z czasów I wojny światowej. Nosili oni mundury Wehrmachtu z tarczą w barwach chorwackiej flagi na prawym ramieniu. Weterani 369 pp mieli prawo do noszenia specjalnej odznaki nazywanej "Odznaka Chorwackiego Legionu 1941".
Istniały plany, aby jednostka walczyła na froncie wschodnim. Jednakże z powodu narastającego rozwoju ruchu partyzanckiego w Chorwacji 369 DP w sile ok. 14 tys. ludzi w styczniu 1943 r. została wysłana na Bałkany. Pierwszą operacją przeciwpartyzancką, w której wzięła udział, była operacja "Weiss" w północnej Bośni, nazywana też bitwą nad Neretwą. Od 20 stycznia do końca marca 369 DP działała wespół z 7 Ochotniczą Dywizją Górską SS "Prinz Eugen" na obszarze Sisak – Kostajnica. Po tych działaniach jej obszar operacyjny został wyznaczony na tereny od miejscowości Karlovac na zachodzie do granicy chorwacko-serbskiej na rzece Drina na wschodzie i od wybrzeża adriatyckiego Niepodległego Państwa Chorwackiego (NDH) na południu do linii rzeki Sawa na północy. Większość walk toczyła w rejonie Sarajewa – Mostaru. W maju 369 DP uczestniczyła w kolejnej operacji "Schwarz", nazywanej też bitwą nad Sutjeską, podczas której poniosła ciężkie straty z siłami partyzanckimi przebijającymi się w kierunku północno-zachodnim. Po odpoczynku i uzupełnieniu stanów walczyła z partyzantami w rejonie miejscowości Travnik od grudnia 1943 r. do końca stycznia 1944 r. (operacje "Kugelblitz", "Schneesturm" i "Waldrausch"). Na przełomie maja i czerwca grupa zwiadowcza 369 DP brała udział razem z oddziałami niemieckimi w nieudanej operacji Rösselsprung, która miała doprowadzić do schwytania i zabicia Josipa Broz Tity. Przez większość roku 369 DP brała udział w mniej intensywnych walkach z partyzantką. Od 5 października na jej czele stał gen. por. Georg Reinicke. W listopadzie sytuacja na obszarze NDH stała się krytyczna. 369 DP znajdowała się wówczas w rejonie Mostaru, broniąc tego obszaru przed ofensywą sił partyzanckich. Pod koniec stycznia 1945 r. zmuszona była wraz z oddziałami niemieckimi wycofać się na zachód, pozostawiając większość ciężkiego wyposażenia. Z Chorwacji prowadziła odwrót na obszar Austrii, ponosząc ciężkie straty (w pułkach pozostało po ok. 500 żołnierzy). 11 maja poddała się wojskom brytyjskim koło Bleiburga. Większość Chorwatów władze brytyjskie odesłały z powrotem do Jugosławii, gdzie wielu z nich zostało straconych przez nowe władze.

## Struktura organizacyjna
- Dowództwo i sztab
- 369 Pułk Grenadierów Piechoty (w składzie trzech batalionów, kompanii sztabowej, kompanii ppanc., plutonu saperów i plutonu kawalerii)
- 370 Pułk Grenadierów Piechoty (w składzie trzech batalionów, kompanii sztabowej, kompanii ppanc., plutonu saperów i plutonu kawalerii)
- 369 Pułk Artylerii (w składzie trzech baterii artylerii lekkiej i dwóch baterii artylerii ciężkiej)
- 369 Grupa Zwiadowcza (motocykle)
- 369 Batalion Pionierów
- 369 Batalion Łączności
- 369 Rezerwowy Batalion Polowy (w składzie pięciu kompanii piechoty)
- 369 Kompania Medyczna
- służby

## Dowódcy dywizji
- Generalleutnant Fritz Neidholdt od 21 sierpnia 1942,
- Generalleutnant Georg Reinicke od 5 października 1944[1].